# Microporoidea
Microporoidea zijn een superfamilie van mosdiertjes (Bryozoa) uit de orde van de Cheilostomatida. De wetenschappelijke naam ervan werd in 1848 voor het eerst geldig gepubliceerd door Gray.

## Families
- Alysidiidae Levinsen, 1909
- Aspidostomatidae Jullien, 1888
- Calescharidae Cook & Bock, 2001
- Chlidoniidae Busk, 1884
- Granomuridae Gordon, 2021
- Microporidae Gray, 1848
- Onychocellidae Jullien, 1882
- Poricellariidae Harmer, 1926
- Setosellidae Levinsen, 1909